# Cridaner de coroneta grisa
El cridaner de coroneta grisa (Pomatostomus temporalis) és una espècie d'ocell de la família dels pomatostòmids que habita en boscos d'eucaliptus de la meitat nord d'Austràlia i el sud de Nova Guinea.